# Bab Jebli
Bab Jebli (arabe : باب الجبلي) est l’une des portes de la médina de Sfax, aménagée au centre de la face nord des remparts entre Bab Nahj El Bey et Bab Jebli Jedid, dite aussi Bab Jallouli. Son orientation vers le nord lui donne son nom de jebli ou dhahraoui, signifiant « porte du nord-ouest ».
Cette entrée ouvre à l'intérieur sur un marché aux légumes adossé à la mosquée Bou Chouaïcha et, à l'extérieur, sur un marché couvert aménagé en face des remparts.

## Histoire

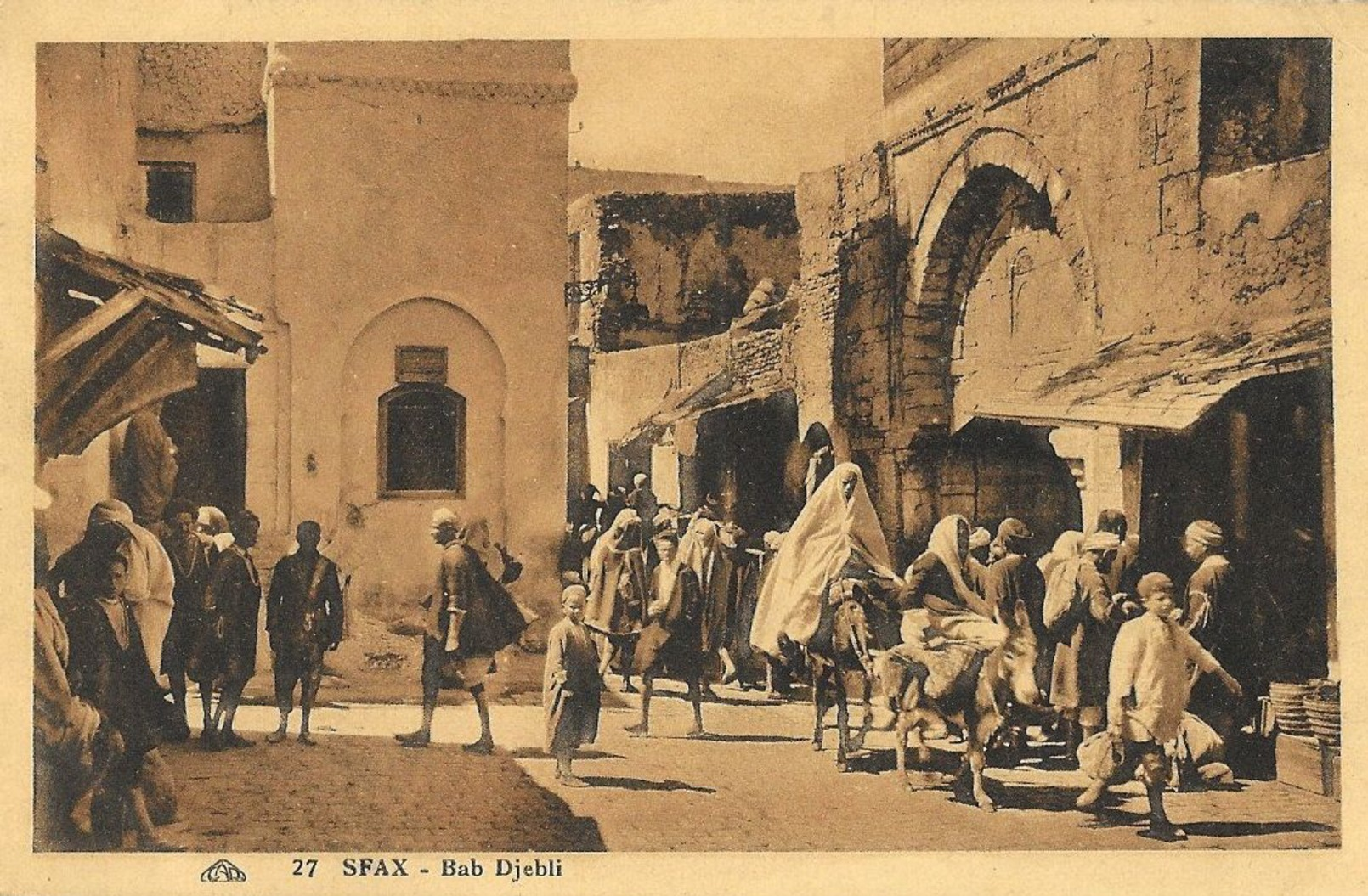
Vue de Bab Jebli au début du XXe siècle.

Historiquement, Bab Jebli constitue, avec Bab Diwan, les premières entrées monumentales de la médina de Sfax et les seules jusqu'à la fin du XIXe siècle. Bab Jebli est édifiée par les Aghlabides, avec les remparts et la grande mosquée, au milieu du IXe siècle puis reconstruite en 1419.
Au-dessus de la porte, une inscription épigraphique attribue sa rénovation au sultan hafside Abû Fâris `Abd al-`Azîz al-Mutawakkil. Celle-ci est par la suite restaurée en 1756 et 1809 sous le règne des Husseinites,.

## Description
De style aghlabide, il s'agit d'un dispositif d'entrée fortifié, bâti en pierre de taille à la manière des entrées des monuments ifriqiyens du IXe siècle. Il se présente sous la forme d'une skifa voûtée et peu profonde (dix mètres) reposant sur deux arcs outrepassés couverts d'inscriptions épigraphiques. Entre ces deux ouvertures, garnies de portes monumentales en bois massif, se trouve un corridor qui abritait jadis les logis des gardes et qui était surélevé par une fortification appelée Borj Bab Jebli,.

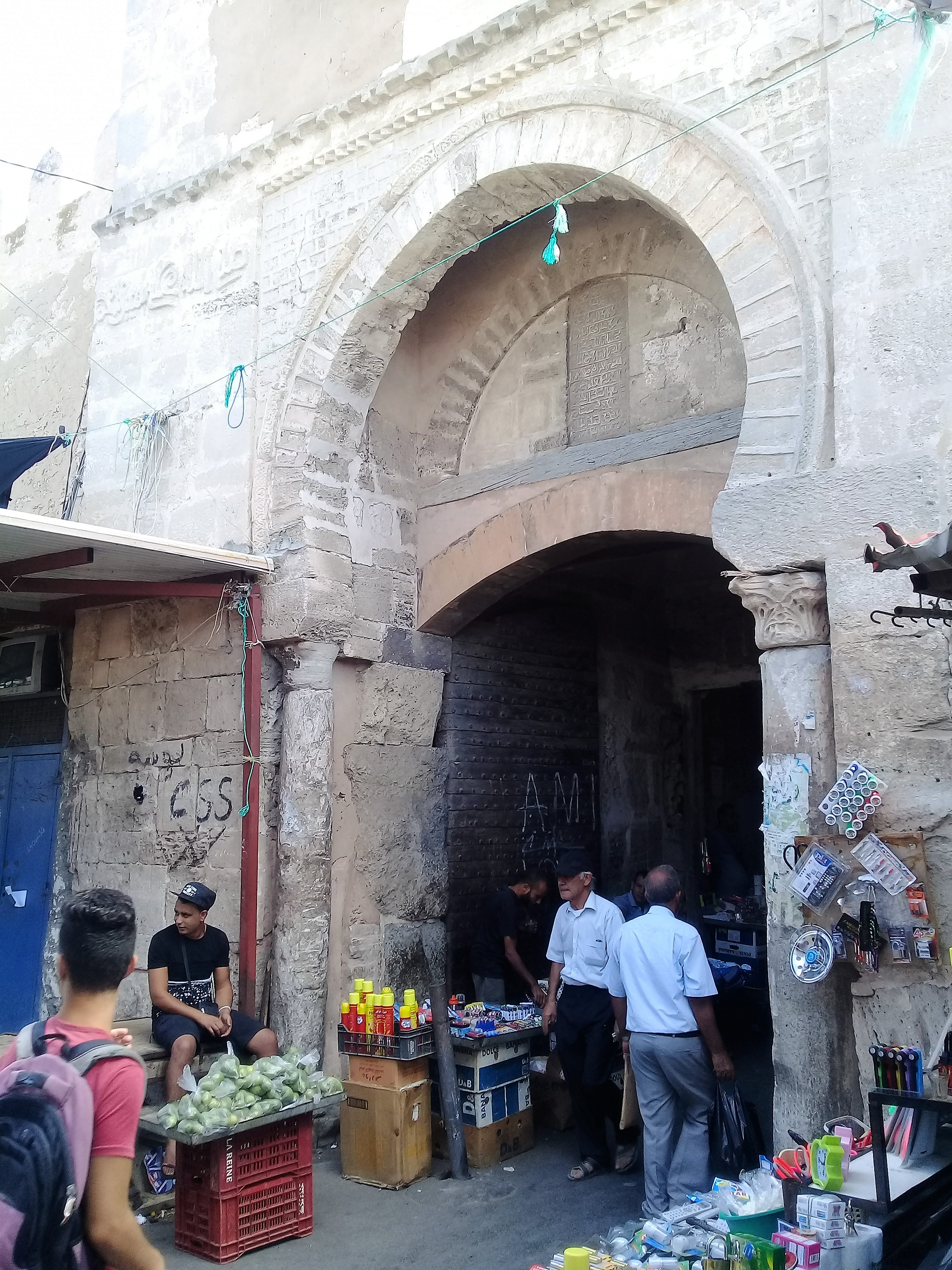
Façade extérieure.
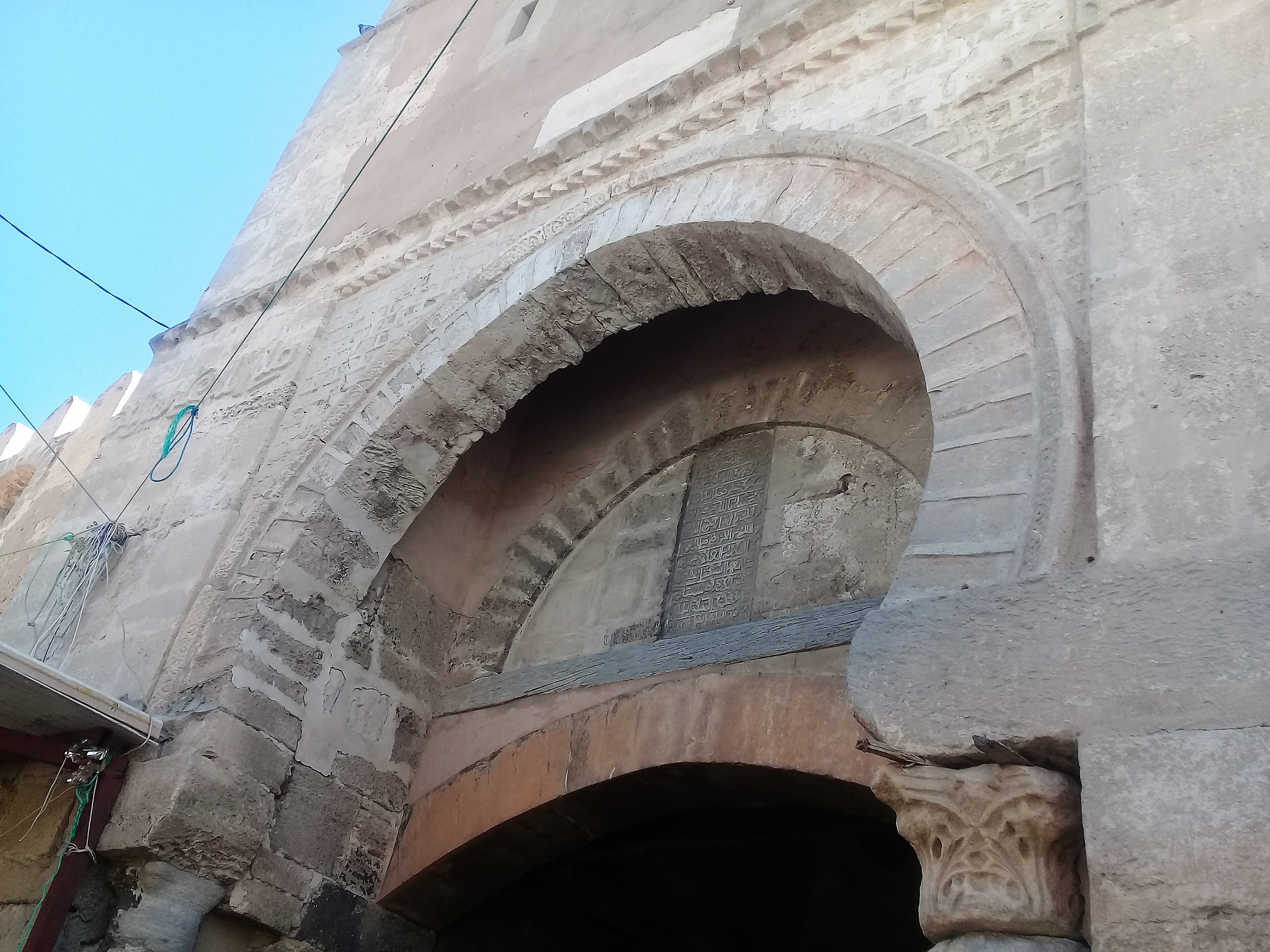
Vue rapprochée.
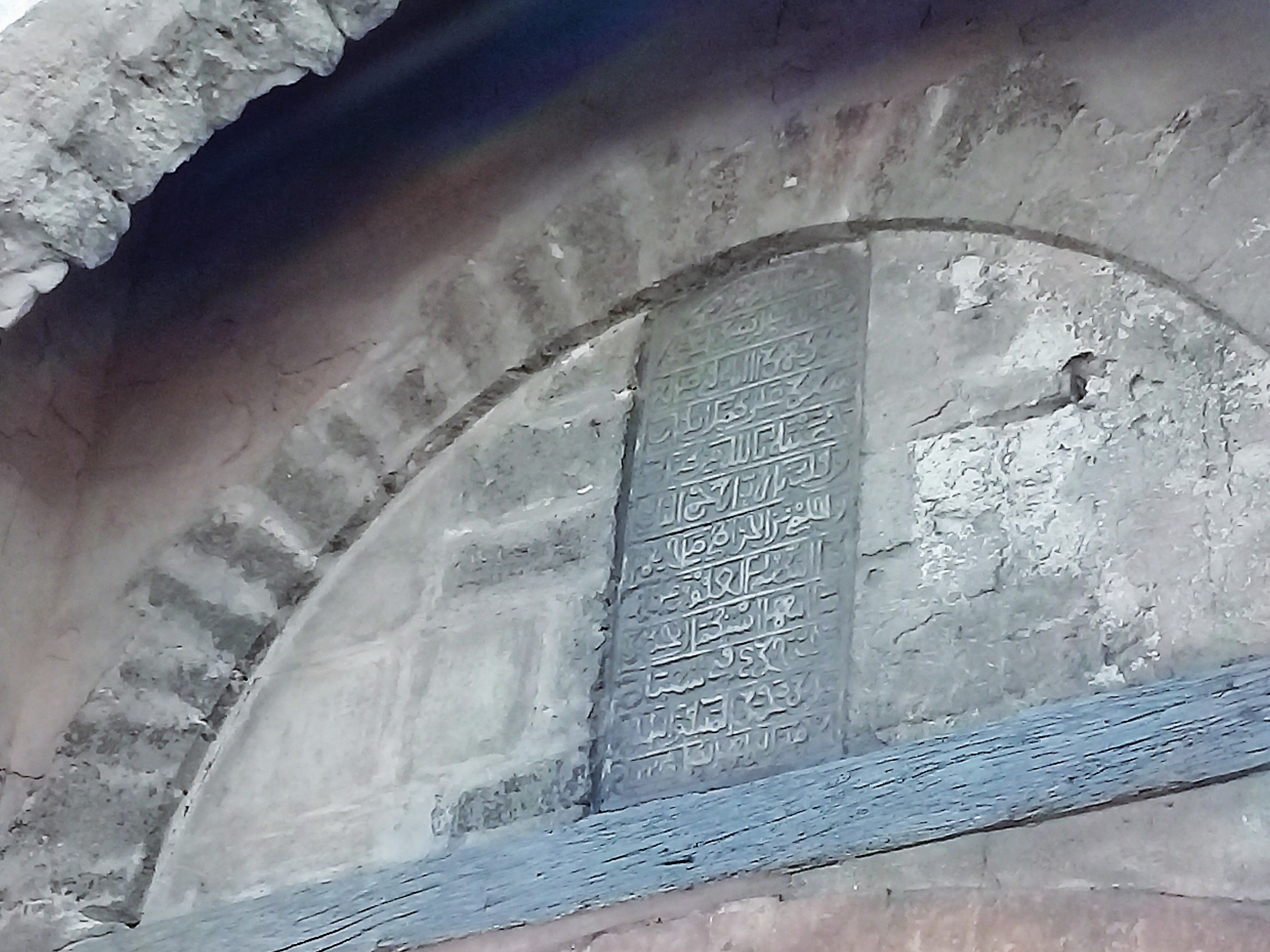
Inscription épigraphique au-dessus de la porte.
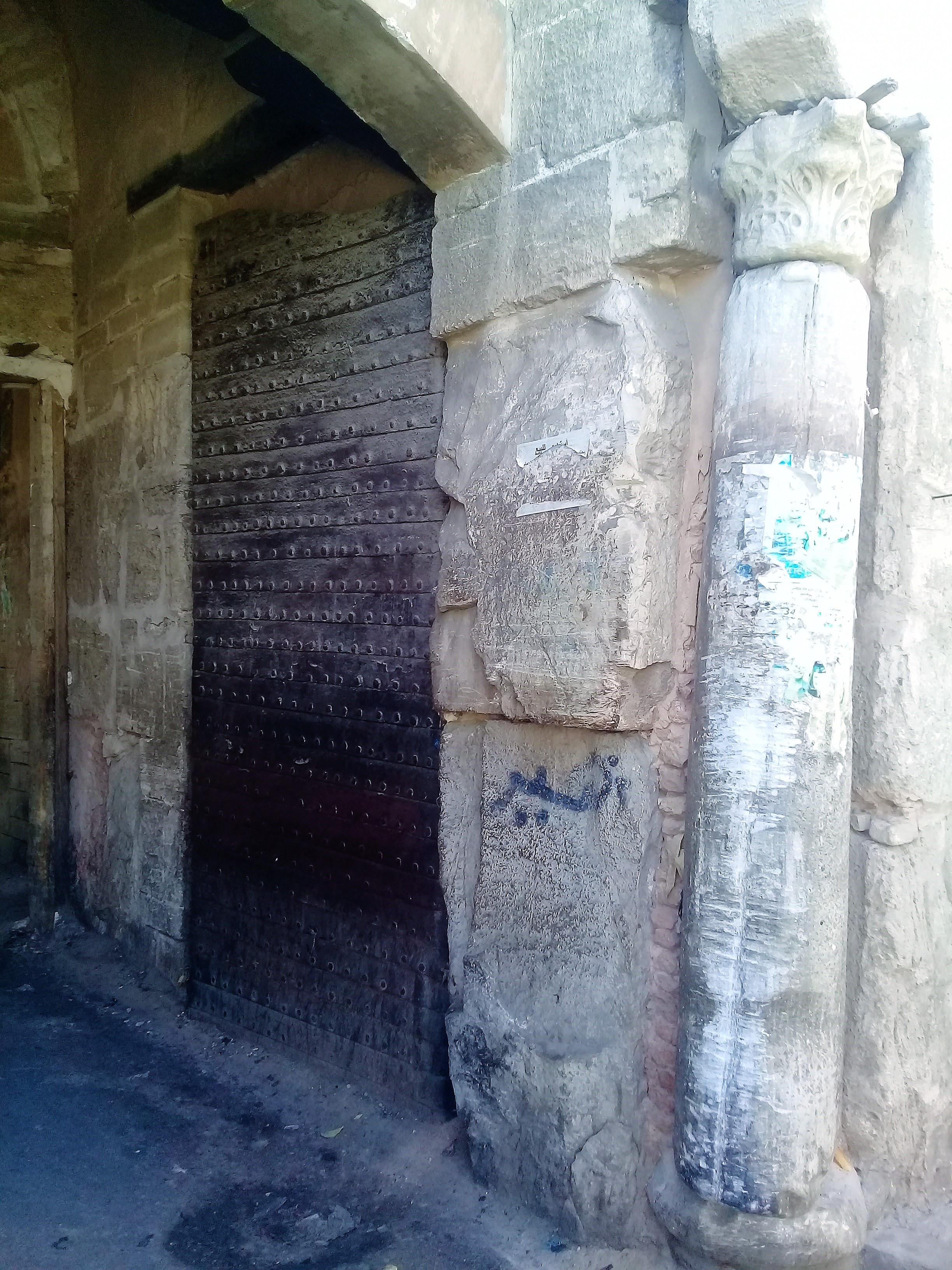
Poteau et porte en bois massif.
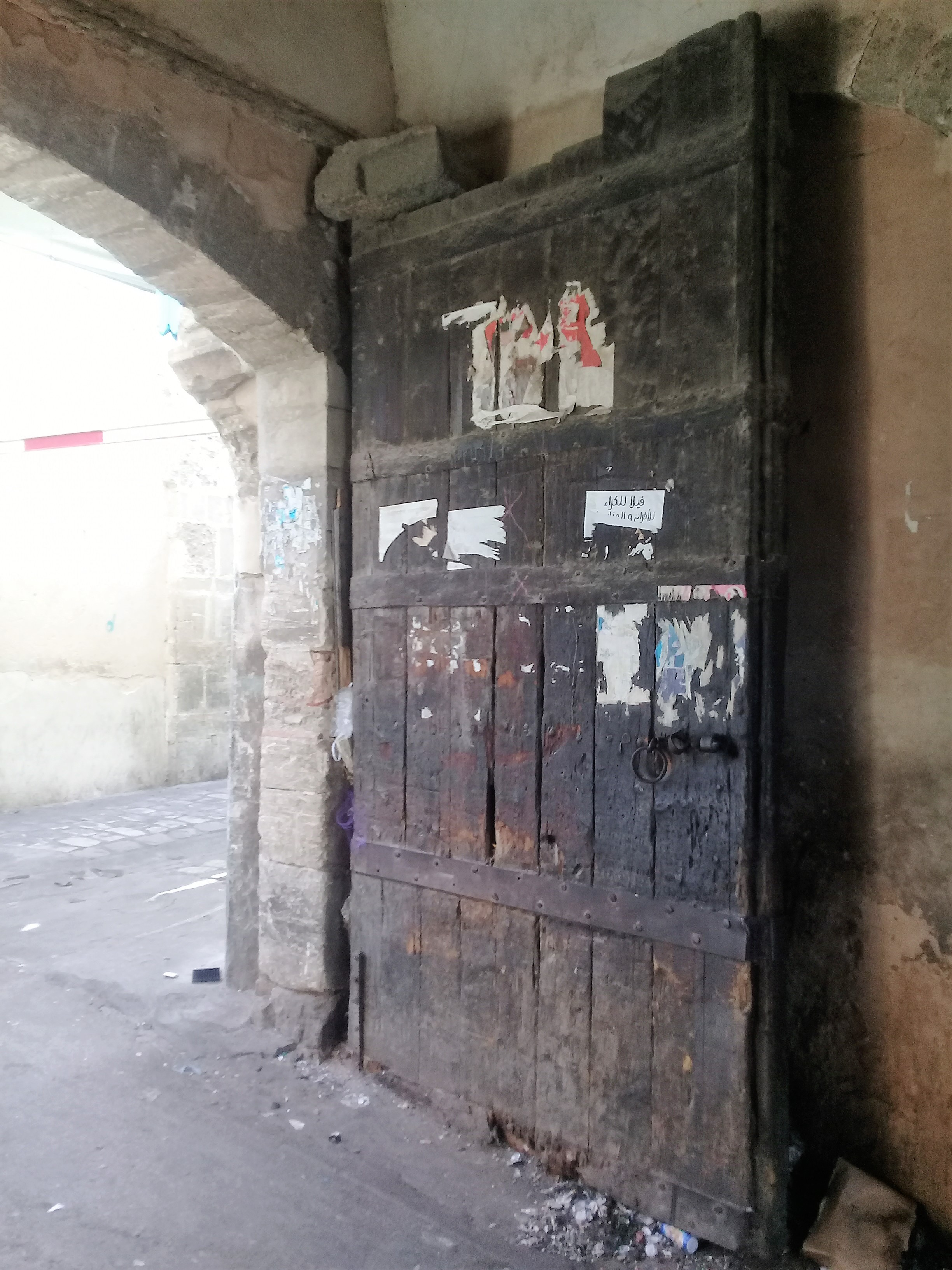
Porte en bois massif.